# 雷斯頓伊波拉病毒

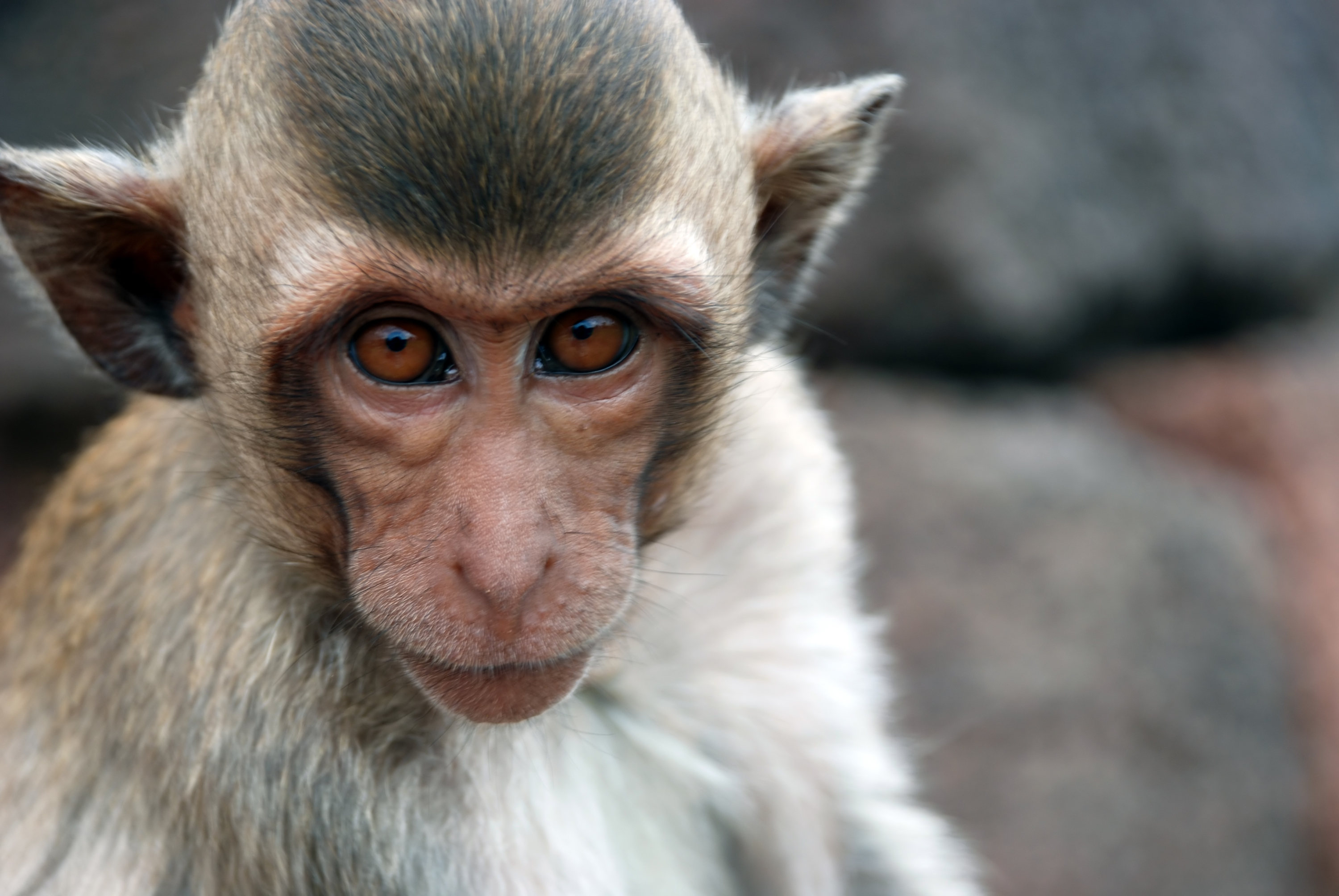
菲律賓的食蟹獼猴帶有雷斯頓伊波拉病毒

雷斯頓伊波拉病毒（Reston virus）舊稱EBOV-R，是絲狀病毒科伊波拉病毒屬的一種病毒，僅包含雷斯頓病毒（RESTV）一個病毒株，得名自其發現地點美國維吉尼亞州雷斯頓。此病毒感染人類後並無症狀，不像同屬其他四種病毒（薩伊伊波拉病毒、蘇丹伊波拉病毒、塔伊森林伊波拉病毒與本迪布焦伊波拉病毒）會導致伊波拉出血熱。
雷斯頓伊波拉病毒於1989年由雷斯頓美國陸軍傳染病醫學研究院的研究員湯瑪士·W·吉斯伯特（Thomas W. Geisbert）在實驗室中由菲律賓引進的食蟹獼猴樣本裡發現，並由病毒學家彼得·耶爾林成功分離，為首次在非洲以外發現伊波拉病毒屬的病毒。此病毒感染猴隻可致死，但感染人類則無症狀。隔年此病毒被發表為伊波拉病毒的新毒株，2000年定名為雷斯頓伊波拉病毒，2010年毒株改為現名（雷斯頓病毒）。